# Ral·li de les Illes Canàries
El Ral·li de les Illes Canàries, originalment conegut com a Ral·li El Corte Inglés, és un ral·li celebrat anualment a la Illa de Gran Canària, a l'arxipèlag de les Illes Canàries. La prova es disputa sobre asfalt.
Aquesta prova canària és una de les més populars del calendari espanyol i es disputa des de l'any 1977, formant habitualment part del Campionat d'Espanya de Ral·lis d'Asfalt i del Super Campionat de Ral·lis d'Espanya. En moltes ocasions també ha estat puntuable pel Campionat d'Europa de Ral·lis, on també ha gaudit d'una gran popularitat amb la presència de destacats pilots nacionals i internacionals. Per altra banda, la prova també va arribar a ser puntuable pel Intercontinental Rally Challenge quan aquest campionat es disputava, abans de la seva integració dintre del campionat europeu.
L'any 2024 s'anuncià que la prova canària formaria part del Campionat Mundial de Ral·lis les temporades 2025 i 2026. La primera edició com a prova del Campionat Mundial la guanyaria el finlandès Kalle Rovanperä.
El pilot que ha aconseguit en més ocasions imposar-se en aquesta prova ha estat el madrileny Carlos Sainz, el qual ha guanyat el Ral·li de les Illes Canàries en cinc ocasions, a més de forma consecutiva, entre els anys 1985 i 1989. Per darrere de Sainz també destaquen els pilots Jesús Puras i Aleksei Lukianiuk, els quals han aconseguit quatre victòries a la prova canària.

## Palmarès
| Any  | Pilot                 | Copilot                | Vehicle                    |       |
| ---- | --------------------- | ---------------------- | -------------------------- | ----- |
| 1977 | Medardo Pérez         | Juan José Pérez Alonso | BMW 2002 Alpina            |       |
| 1978 | Medardo Pérez         | Juan José Pérez Alonso | BMW 2002 Alpina            |       |
| 1979 | Marc Etchebers        | Christine Etchebers    | Porsche Carrera            |       |
| 1980 | Marc Etchebers        | Christine Etchebers    | Porsche 911 SC             |       |
| 1981 | Beny Fernández        | José Luis Sala         | Porsche 911 SC             |       |
| 1982 | Eugenio Ortiz         | Gulilermo Barreras     | Renault 5 Turbo            |       |
| 1983 | Eugenio Ortiz         | Ramón Minguez          | Renault 5 Turbo            |       |
| 1984 | Terry Kaby            | Kevin Gormley          | Nissan 240 RS              |       |
| 1985 | Carlos Sainz          | Antonio Boto           | Renault 5 Turbo            | [ 3 ] |
| 1986 | Carlos Sainz          | Antonio Boto           | Renault 5 Maxi Turbo       |       |
| 1987 | Carlos Sainz          | Antonio Boto           | Ford Sierra RS Cosworth    |       |
| 1988 | Carlos Sainz          | Luís Moya              | Ford Sierra RS Cosworth    |       |
| 1989 | Carlos Sainz          | Luís Moya              | Toyota Celica GT-Four      | [ 4 ] |
| 1990 | Josep Bassas          | Antonio Rodríguez      | BMW M3                     |       |
| 1991 | Fabrizio Tabaton      | Maurizio Imerito       | Lancia Delta Integrale 16v |       |
| 1992 | Piero Liatti          | Luciano Tedeschini     | Lancia Delta HF Integrale  |       |
| 1993 | Gustavo Trelles       | Jorge del Buono        | Lancia Delta HF Integrale  |       |
| 1994 | Luís Monzón           | Nazer Ghuneim          | Ford Escort RS Cosworth    |       |
| 1995 | José María Ponce      | Gaspar León            | BMW M3                     |       |
| 1996 | José María Ponce      | Gaspar León            | Toyota Celica GT-Four      |       |
| 1997 | Jesús Puras           | Carlos Del Barrio      | Citroën ZX Kit Car         |       |
| 1998 | Gilles Panizzi        | Hervé Panizzi          | Peugeot 306 Maxi           |       |
| 1999 | Jesús Puras           | Marc Martí             | Citroën Xsara Kit Car      |       |
| 2000 | Jesús Puras           | Marc Martí             | Citroën Xsara Kit Car      |       |
| 2001 | Salvador Cañellas jr. | Alberto Sanchis        | Seat Córdoba WRC E3        |       |
| 2002 | Jesús Puras           | Carlos Del Barrio      | Citroën Xsara WRC          |       |
| 2003 | Miguel Campos         | Carlos Magalhães       | Peugeot 206 WRC            |       |
| 2004 | Enrique García Ojeda  | Raquel Fernández       | Peugeot 206 S1600          |       |
| 2005 | Joan Vinyes           | Xavi Lorza             | Peugeot 206 S1600          |       |
| 2006 | Miguel Ángel Fuster   | José Vicente Medina    | Renault Clio S1600         |       |
| 2007 | Miguel Ángel Fuster   | José Vicente Medina    | Fiat Grande Punto S2000    |       |
| 2008 | Luís Monzón           | José Carlos Déniz      | Peugeot 207 S2000          |       |
| 2009 | Sergio Vallejo        | Diego Vallejo          | Porsche 997 GT3 RS 3.6     |       |
| 2010 | Jan Kopecký           | Petr Starý             | Škoda Fabia S2000          |       |
| 2011 | Juho Hänninen         | Mikko Markkula         | Škoda Fabia S2000          |       |
| 2012 | Jan Kopecký           | Paul Dresler           | Škoda Fabia S2000          |       |
| 2013 | Jan Kopecký           | Paul Dresler           | Škoda Fabia S2000          |       |
| 2014 | Didier Auriol         | Denis Giraudet         | Citroën Xsara WRC          |       |
| 2015 | Miguel Ángel Fuster   | Nacho Aviñó            | Porsche 997 GT3 RS 3.8     |       |
| 2016 | Enrique Cruz          | Ariday Bonilla         | Porsche 997 GT3 RS 3.8     |       |
| 2017 | Aleksei Lukianiuk     | Alexey Arnautov        | Ford Fiesta R5             |       |
| 2018 | Aleksei Lukianiuk     | Alexey Arnautov        | Ford Fiesta R5             |       |
| 2019 | Pepe López            | Borja Rozada           | Citroën C3 R5              |       |
| 2020 | Adrien Fourmaux       | Renaud Jamoul          | Ford Fiesta Rally2         |       |
| 2021 | Aleksei Lukianiuk     | Alexey Arnautov        | Citroën C3 Rally2          |       |
| 2022 | Nil Solans            | Marc Martí             | Volkswagen Polo GTI R5     | [ 5 ] |
| 2023 | Yoann Bonato          | Benjamin Boulloud      | Citroën C3 Rally2          | [ 6 ] |
| 2024 | Yoann Bonato          | Benjamin Boulloud      | Citroën C3 Rally2          | [ 7 ] |
| 2025 | Kalle Rovanperä       | Jone Haltunnen         | Toyota Yaris GR Rally1     | [ 8 ] |